# ابن سعید مغربی

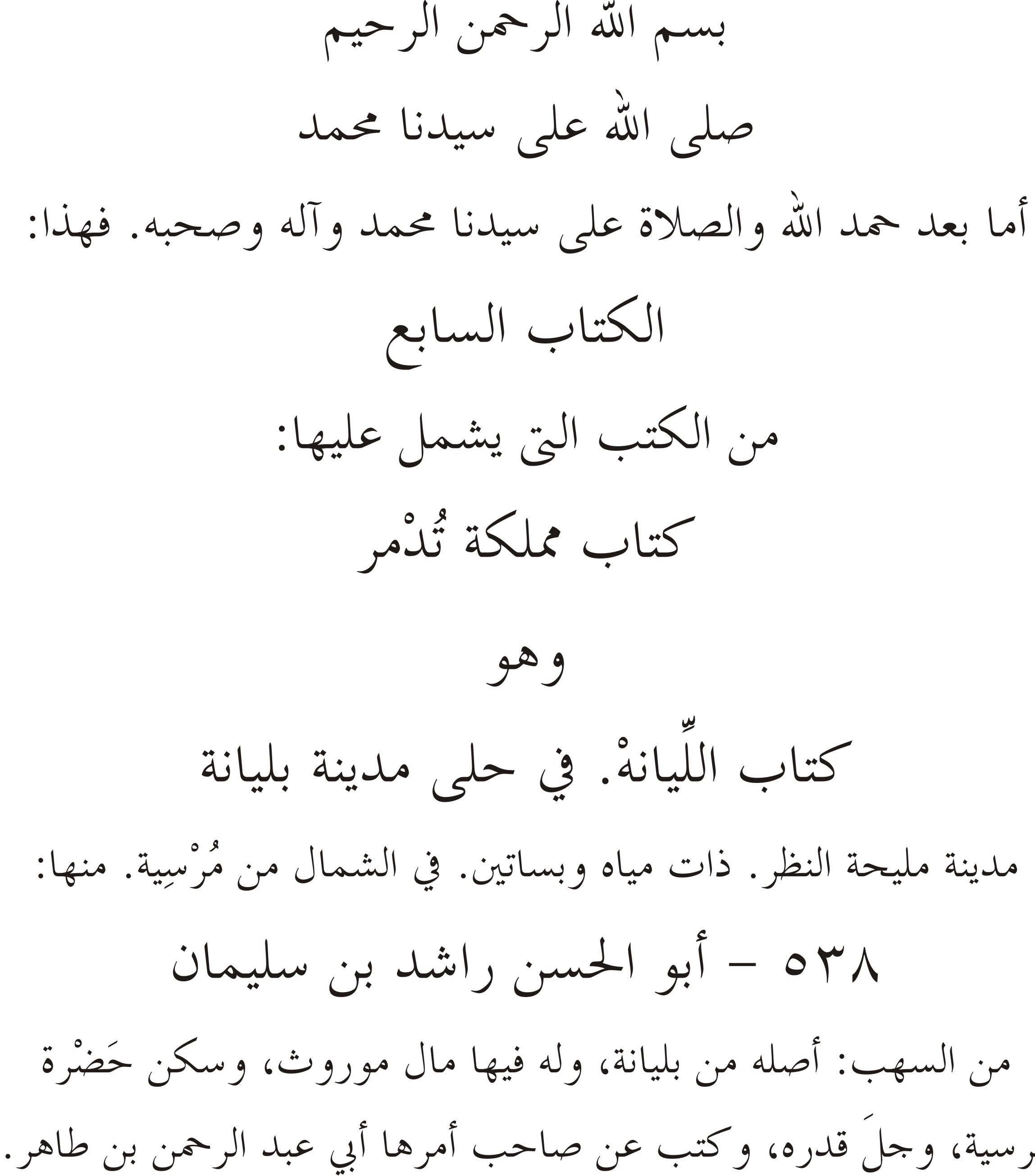
در زیور آلات شهر بالنا، در مراکش، در زیور آلات مراکش توسط ابن سعید. وی از ابوالحسن رشید بن سلیمان می‌گوید.

نورالدین ابوالحسن علی بن موسی العنسی (اسپانیایی: (Ibn Said al-Maghribi)‎(۶۸۵–۶۱۰هجری) / (۱۲۱۴–۱۲۸۶ میلادی)، معروف به ابن سعید مراکشی مورخ، شاعر، و ادیب است، در قلعه یحصب (امروز آلکالا لا رئال) متولد شد و مشهور گردید، او سفر طولانی به مصر ، عراق و شام داشته، و در تونس درگذشته است، و گفته شده: در دمشق. او از فرزندان صحابی عمار بن یاسر است.

## تبار او
وی حسن علی بن ابی عمران موسی بن محمد بن عبدالملک بن سعید بن خلف بن سعید بن محمد بن عبدالله بن سعید بن حسن بن عثمان بن محمد بن عبدالله بن عمار بن یاسر العنسی است.

## مولفات او
- المغرب فی حلی المغرب
- رایات المبرزین و غایات الممیزین
- الغصون الیانعه در مدح و نیکویی شعر هفتصد شاعر.
- الادب الغض.
- ریحانه الادب.
- المقتطف من ازاهر الطرف.
- الطالع السعید در تاریخ بنی سعید، تاریخ خانواده و شهرشان
- دیوان شعر
- النفحه المسکیه فی الرحله المکیه
- نشوه الطرب فی تاریخ جاهلیه العرب
- وصف الکون، در جغرافیا
- بسط الارض، در جغرافیا.
- القدح المعلی، در ترجمه شرح حال برخی از شاعران اندلس.
- المرقصات والمطربات